# The Good Life (EP)
The Good Life fou el primer EP que va publicar la banda estatunidenca Weezer, a la primavera del 1997. El treball es va realitzar a instàncies de la seva discogràfica (DGC) perquè l'àlbum d'estudi publicat en aquell moment (Pinkerton) no tenia l'èxit comercial esperat. L'àlbum inclou dues cançons acústiques en directe i la cançó "I Just Threw Out the Love of My Dreams" amb la col·laboració vocal de Rachel Haden, del grup That Dog. Les cançons en directe foren gravades a l'institut Shorecrest High School, prop de Seattle, perquè va guanyar un concurs que va organitzar el grup.

## Llista de cançons
| Núm.          | Títol                                    | Durada |
| ------------- | ---------------------------------------- | ------ |
| 1.            | «The Good Life» (Versió LP)              | 4:19   |
| 2.            | «Waiting on You»                         | 4:13   |
| 3.            | «I Just Threw Out the Love of My Dreams» | 2:39   |
| 4.            | «The Good Life» (Acústica en directe)    | 4:40   |
| 5.            | «Pink Triangle» (Acústica en directe)    | 4:26   |
| Durada total: | Durada total:                            | 20:18  |

## Personal
- Rivers Cuomo – cantant, guitarra
- Brian Bell – guitarra, veus addicionals
- Matt Sharp – baix, veus addicionals
- Patrick Wilson – bateria
- Rachel Haden – cantant a "I Just Threw Out the Love of My Dreams"
- Jack Joseph Puig, Adam Casper – mescles
- Joe Barresi – enginyer
- Gene Kirkland – fotografia